# 三隅村 (島根県)
三隅村（みすみむら）は、島根県那賀郡にあった村。現在の浜田市の一部にあたる。

## 地理
三隅川の下流部に位置していた。

## 歴史
- 1889年（明治22年）4月1日、町村制の施行により、那賀郡 岡崎村が単独で村制施行し、岡崎村が発足[2][3]。
- 1892年（明治25年）10月5日 - 三隅村に改称[1][4]。
- 1927年（昭和2年）4月1日 - 那賀郡西隅村と合併し三隅町を新設して廃止された[1][4]。

### 地名の由来
最も一般化した地域呼称を用いた。